# Зализное (город)

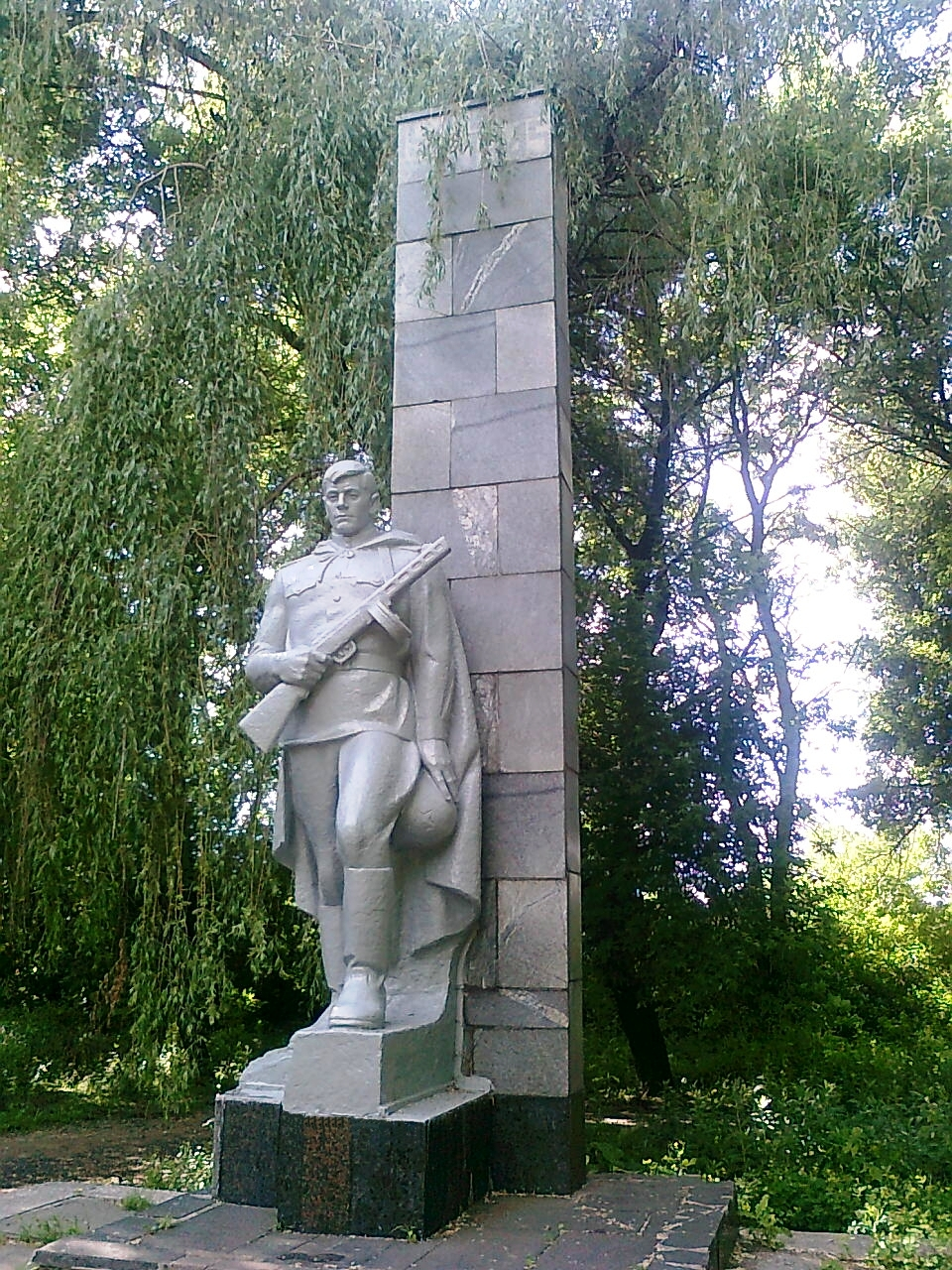
Памятник на братской могиле

Зали́зное (укр. Залізне — Желе́зное, до 2016 года — Артёмово) — город в Торецкой городской общине Бахмутского района Донецкой области Украины. До 2020 года был подчинён Торецкому, ранее Дзержинскому, городскому совету.

## История
Известен с 1894 года как хутор Нелеповский. В июле 1905 года горняки Нелеповского рудника (позднее шахта имени Артёма) провели забастовку, в которой приняли участие более 100 горняков. В апреле 1916 года на Нелеповском руднике бастовали более 5 тысяч рабочих. Советская власть установлена в 1917 году, председателем совета рабочих депутатов избран ударник М. И. Дубовой.
В апреле 1920 года прибыл Ф. А. Сергеев (Артём), призвавший горняков Нелеповского рудника принять участие в восстановлении Центральной шахты. После смерти Артёма рудник переименован в шахту имени Артёма, а в 1921 году и сам хутор переименован в честь Артёма.
В 1938 году Артёмово получило статус города.
В ходе Великой Отечественной войны 28 октября 1941 года город был оккупирован немецкими войсками.
5 сентября 1943 года — освобождён 257-й стрелковой дивизией 10-го стрелкового корпуса 51-й армии Южного фронта в ходе Донбасской операции:. В целом, в войне участвовали около 3 тысяч жителей города, из них 1217 погибли, 1648 были награждены орденами и медалями.
На братских могилах погибших воинов в 1960 году установили два памятника (во дворе общеобразовательной школы № 13 и возле здания Дома культуры).
19 мая 2016 года Верховная Рада переименовала город Артёмово в Зализное (укр. Залізне — Железное).
6 июля 2024 года начались бои за город между ВСУ и ВС РФ.
20 сентября 2024 года город полностью захватили ВС РФ.

## Экономика
Добыча каменного угля (шахта имени Артёма ГП «Торецкуголь» — закрыта). Более 50 % занятых в народном хозяйстве трудятся в угольной промышленности — на шахте «Южная» (ГП «Торецкуголь»), расположенной в пгт Пивденное. На промплощадке закрытой шахты имени Артёма планируется создать предприятие «Дзержинскэкоэнергоресурс» с технологическим комплексом по переработке углесодержащих отходов из илоотстойника обогатительной фабрики «Дзержинская». На основе извлеченных из отходов полезных компонентов будут производиться высококачественные брикеты для тепловых электростанций и концентрат углей марки КЖ для коксохимии.

## Транспорт
Город расположен в 6 км от железнодорожной станции Магдалиновка Донецкой железной дороги.
До начала 2000-х годов через город проходил троллейбусный маршрут № 1 города Торецка (тогда Дзержинска). Сейчас Железное и Торецк соединяют маршрутные такси.

## Достопримечательности
- Торецкий профессиональный горный лицей (ул. Пионеров)
- Клуб шахты «Южная» (пгт Пивденное, ул. Чернышевского)
- ОШ № 13,14,15
- ГБ № 1 (ул. Пионеров)
- Свято-Пантелеймоновский храм

## Социальная сфера
Три общеобразовательные школы, детский сад, профессиональный горный лицей, территориальное медицинское объединение, станция скорой помощи.

## Население
Численность населения
| Год  | Количество жителей |
| ---- | ------------------ |
| 1885 | 375                |
| 1897 | 1056               |
| 1908 | 944                |
| 1923 | 2319               |
| 1926 | 4372               |
| 1939 | 11201              |
| 1956 | 15900              |
| 1959 | 11201              |
| 1970 | 10791              |
| 1979 | 8972               |
| 1989 | 7627               |
| 1992 | 7600               |
| 1998 | 6800               |
| 2001 | 6725               |
| 2003 | 6541               |
| 2004 | 6391               |
| 2005 | 6279               |
| 2006 | 6143               |
| 2007 | 6042               |
| 2008 | 5944               |
| 2009 | 5850               |
| 2010 | 5775               |
| 2011 | 5720               |
| 2012 | 5647               |
| 2013 | 5598               |
| 2014 | 5567               |
| 2015 | 5498               |
| 2016 | 5423               |
| 2017 | 5355               |
| 2018 | 5273               |
| 2019 | 5174               |
| 2020 | 5105               |
| 2021 | 5020               |

### Известные люди
- Василенко, Борис Емельянович (1935 – 2019) — советский и украинский промышленный деятель.